# Выборы президента Молдовы (ноябрь—декабрь 2009)
Очередные президентские выборы в Молдавии прошли в два тура — 10 ноября и 7 декабря 2009 года. Это были четвёртые выборы главы государства, прошедшие после внесения в 2000 году изменений в Конституцию страны, в соответствии с которыми Президент республики избирался посредством голосования депутатов Парламента и действовавшие до 4 марта 2016 года.
Также, как и предыдущие, выборы были сорваны бойкотом их депутатами от оппозиционных сил — на этот раз в лице ПКРМ — что впоследствии привело ко второму за год роспуску парламента и досрочным выборам.

## Предыстория
5 апреля 2009 года в Молдавии состоялись очередные парламентские выборы, на которых победу в третий раз с результатом 49,48 % одержала правящая с 2001 года ПКРМ, увеличив своё представительство с 56 до 60 депутатов, что было достаточно для формирования правительства (51 мандат), но недостаточно для избрания президента (61 мандат).
Оппозиция в лице ЛДПМ, ДПМ, ЛПМ и АНМ, объединившаяся в «Альянс за европейскую интеграцию», результаты выборов не признала и организовала массовые протесты в Кишинёве, которые завершились массовыми беспорядками и погромами, в ходе которых были ранены более 300 человек и серьёзно повреждено здание парламента Молдавии. Действующий президент страны Владимир Воронин обвинил лидеров оппозиции в подготовке государственного переворота
В соответствии с Конституцией, Владимир Воронин, избранный на первый срок в 2001 году и переизбранный на второй срок в 2005 году, не мог более выдвигаться на пост Президента страны, поэтому ПКРМ выдвинула кандидатуры действующего премьера Зинаиды Гречаной и врача Станислава Гроппа. Однако партии, входящие в АЕИ, заявили о бойкоте президентских выборов. Это не давало ПКРМ возможности избрания президентом своего кандидата, так как для этого не хватало 1 голоса.
| 60   | 15  | 15   | 11  |  |
| ПКРМ | ЛПМ | ЛДПМ | АНМ |  |

20 мая 2009 года состоялся первый тур голосования. Хотя за Зинаиду Гречаную проголосовали все 60 присутствующих депутатов (от ПКРМ, так как оппозиция бойкоторировала голосование), а Станислав Гропп не получил ни одного голоса, выборы были признаны несостоявшимися. За день до повторного голосования, 2 июня, бывший глава парламента Мариан Лупу вышел из ПКРМ и перешёл в оппозиционную ДПМ, заявив, что ПКРМ «недемократична и не может быть реформирована изнутри». Это привело к срыву и второго тура голосования — за Зинаиду Гречаную вновь было подано 60 голосов, а за альтернативного кандидата — бывшего посла Молдавии в России Андрея Негуца — ни одного. Выборы были признаны несостоявшимися, после чего парламент был распущен и назначены новые парламентские выборы, на которых ПКРМ потерпела первое за 8 лет поражение, хотя и сохранив самую крупную по численности фракцию (48 депутатов), но в совокупности уступив партиям-членам АЕИ.

## Выборы
| 48   | 18   | 15  | 13  | 7   |  |
| ПКРМ | ЛДПМ | ЛПМ | ДПМ | АНМ |  |

По итогам парламентских выборов, АЕИ получил небольшой перевес над ПКРМ (53 депутата против 48), что давало ему возможность избрать премьера, но также делало невозможным избрание президента только своими голосами, без учёта мнения ПКРМ. Последняя заявила, что поддержит кандидатуру только независимого кандидата, не связанного с партиями правящей коалиции.
8 августа 2009 года партии-члены АЕИ договорились, что выдвинут единых кандидатов на посты президента, председателя Парламента и премьер-министра.
28 августа состоялось первое заседание парламента нового созыва, на котором его председателем был избран представитель ЛПМ Михай Гимпу. Согласно раннее достигнутым договорённостям, «Альянс за европейскую интеграцию» выдвинул кандидатуру Мариана Лупу (ДПМ) на пост президента, а Влада Филата (ЛДПМ) — на пост премьер-министра страны.
ПКРМ бойкотировала заседание и 1 сентября оспорила результаты голосования по кандидатуре Гимпу по процедурным основаниям, однако 8 сентября Конституционный суд Молдавии вынес решение о законности избрания спикера парламента простым большинством голосов в отсутствии меньше половины депутатов. После этого Владимир Воронин, продолжавший исполнять обязанности президента страны в условиях политического кризиса, 11 сентября ушёл в отставку, заявив:

«С тяжёлым сердцем я передаю бразды правления страной в руки новой власти. Не хочу лукавить. Я не верю, что политики, объединившиеся вместе только на эмоциях отрицания и сплошного очернения собственной страны и разделе должностей, способны предложить обществу позитивную программу. Мне неизвестны опыты удачного управления, которые бы строились на идее ликвидации собственной страны, на мечтах об её уничтожении. На такой почве можно лишь взрастить отчаяние, деморализацию и обреченность. И ничего более».

В тот же день Михай Гимпу, как глава парламента, был назначен исполняющим обязанности президента. Он объявил, что голосование по новому президенту состоится 23 или 26 октября, однако в первый указанный им день ПКРМ опротестовала внесение в список только одной кандидатуры, чем добилась его переноса (хотя добиться проведения альтернативных выборов ей не удалось).
Первый тур состоялся 10 ноября и, из-за бойкота со стороны депутатов от ПКРМ, не был признан состоявшимся — хотя за Мариана Лупу проголосовали все присутствующие 53 депутата, для избрания требовалось получить 61 голос. Та же ситуация повторилась и 7 декабря, когда состоялся второй тур. Таким образом, выборы были сорваны и второй раз за год парламент Молдавии, в соответствии с Конституцией страны, был распущен и назначены новые парламентские выборы, до проведения которых обязанности президента продолжал исполнять Михай Гимпу.